# Знижування порядку
Знижування порядку — техніка в математиці призначена для розв'язання лінійних звичайних диференціальних рівнянь другого порядку.  Її використовують коли відомий один розв'язок {\displaystyle y_{1}(x)} і необхідно знайти другий лінійно незалежний розв'язок {\displaystyle y_{2}(x)}.  Цей метод також застосовують для рівнянь n-го порядку. В цьому випадку анзац породить рівняння (n-1)-го порядку для {\displaystyle v}.

## Звичайні диференціальні рівняння другого порядку

### Приклад
Розглянемо загальне однорідне другого порядку з коефіцієнтами-сталими ЗДР
{\displaystyle ay''(x)+by'(x)+cy(x)=0,\;}
де {\displaystyle a,b,c} є дійсними ненульовими коефіцієнтами, також припустимо, що його характеристичним рівняння
{\displaystyle a\lambda ^{2}+b\lambda +c=0\;}
має повторювані корені(тобто дискримінант, {\displaystyle b^{2}-4ac} дорівнює нулю). Отже маємо
{\displaystyle \lambda _{1}=\lambda _{2}=-{\frac {b}{2a}}.}
Відтак нашим розв'язком для ЗДР є
{\displaystyle y_{1}(x)=e^{-{\frac {b}{2a}}x}.}
Для віднайдення другого розв'язку ми робимо припущення, що
{\displaystyle y_{2}(x)=v(x)y_{1}(x)\;}
де {\displaystyle v(x)} це невідома функція, яку ми маємо визначити. З того, що {\displaystyle y_{2}(x)} повинно задовольняти оригінальному ЗДР, ми підставляємо його назад, щоб отримати
{\displaystyle a\left(v''y_{1}+2v'y_{1}'+vy_{1}''\right)+b\left(v'y_{1}+vy_{1}'\right)+cvy_{1}=0.}
Перелаштувавши це рівняння в термінах похідних від {\displaystyle v(x)} отримуємо
{\displaystyle \left(ay_{1}\right)v''+\left(2ay_{1}'+by_{1}\right)v'+\left(ay_{1}''+by_{1}'+cy_{1}\right)v=0.}
Оскільки ми знаємо, що {\displaystyle y_{1}(x)} є розв'язком початкової проблеми, коефіцієнт останнього доданку дорівнює нулю. Далі більше, підставив {\displaystyle y_{1}(x)} в коефіцієнт другого доданку маємо
{\displaystyle 2a\left(-{\frac {b}{2a}}e^{-{\frac {b}{2a}}x}\right)+be^{-{\frac {b}{2a}}x}=\left(-b+b\right)e^{-{\frac {b}{2a}}x}=0.}
Отже ми залишилися з 
{\displaystyle ay_{1}v''=0.\;}
З того, що ми припустили, що {\displaystyle a\neq 0} і {\displaystyle y_{1}(x)} є показниковою функцією і тому ніколи не стає нулем ми просто маємо, що 
{\displaystyle v''=0.\;}
Інтегруємо це двічі, щоб отримати
{\displaystyle v(x)=c_{1}x+c_{2}\;}
де {\displaystyle c_{1},c_{2}} є сталими інтегрування. Тепер ми можемо наш другий розв'язок як 
{\displaystyle y_{2}(x)=(c_{1}x+c_{2})y_{1}(x)=c_{1}xy_{1}(x)+c_{2}y_{1}(x).\;}
З того, що другий доданок у {\displaystyle y_{2}(x)} є скалярним кратним першого розв'язку (і отже лінійно залежним) ми можемо опустити його і отримати кінцевий розв'язок
{\displaystyle y_{2}(x)=xy_{1}(x)=xe^{-{\frac {b}{2a}}x}.}
Насамкінець, ми можемо довести, що другий розв'язок {\displaystyle y_{2}(x)}, який ми знайшли цим способом, є лінійно незалежним із першим розв'язком через визначник Вронського
{\displaystyle W(y_{1},y_{2})(x)={\begin{vmatrix}y_{1}&xy_{1}\\y_{1}'&y_{1}+xy_{1}'\end{vmatrix}}=y_{1}(y_{1}+xy_{1}')-xy_{1}y_{1}'=y_{1}^{2}+xy_{1}y_{1}'-xy_{1}y_{1}'=y_{1}^{2}=e^{-{\frac {b}{a}}x}\neq 0.}
Отже {\displaystyle y_{2}(x)} є другим лінійно незалежним розв'язком, який ми й шукали.

### Загальний метод
Нехай задане неоднорідне лінійне диференціальне рівняння
{\displaystyle y''+p(t)y'+q(t)y=r(t)\,}
і один розв'язок {\displaystyle y_{1}(t)} однорідного рівняння [{\displaystyle r(t)=0}], знайдемо розв'язок повного неоднорідного рівняння у формі:
{\displaystyle y_{2}=v(t)y_{1}(t)\,}
де {\displaystyle v(t)} є довільною функцією.  Отже
{\displaystyle y_{2}'=v'(t)y_{1}(t)+v(t)y_{1}'(t)\,}
і
{\displaystyle y_{2}''=v''(t)y_{1}(t)+2v'(t)y_{1}'(t)+v(t)y_{1}''(t).\,}
Якщо підставити ці результати для {\displaystyle y}, {\displaystyle y'} і {\displaystyle y''} в диференціальне рівняння, тоді
{\displaystyle y_{1}(t)\,v''+(2y_{1}'(t)+p(t)y_{1}(t))\,v'+(y_{1}''(t)+p(t)y_{1}'(t)+q(t)y_{1}(t))\,v=r(t).}
З того, що {\displaystyle y_{1}(t)} є розв'язком початкового однорідного диференціального рівняння, {\displaystyle y_{1}''(t)+p(t)y_{1}'(t)+q(t)y_{1}(t)=0}, тобто ми можемо зменшити до
{\displaystyle y_{1}(t)\,v''+(2y_{1}'(t)+p(t)y_{1}(t))\,v'=r(t)}
це рівняння є рівнянням першого порядку щодо {\displaystyle v'(t)} (знижування порядку).  Ділимо на {\displaystyle y_{1}(t)}, отримуємо
{\displaystyle v''+\left({\frac {2y_{1}'(t)}{y_{1}(t)}}+p(t)\right)\,v'={\frac {r(t)}{y_{1}(t)}}}.
Інтегрувальний множник: {\displaystyle \mu (t)=e^{\int ({\frac {2y_{1}'(t)}{y_{1}(t)}}+p(t))dt}=y_{1}^{2}(t)e^{\int p(t)dt}}.
Множачи диференціальне рівняння на інтегрувальний множник {\displaystyle \mu (t)}, рівняння для {\displaystyle v(t)} можна звести до
{\displaystyle {\frac {d}{dt}}(v'(t)y_{1}^{2}(t)e^{\int p(t)dt})=y_{1}(t)r(t)e^{\int p(t)dt}}.
Після інтегрування останнього рівняння, ми знаходимо {\displaystyle v'(t)}, яка містить одну сталу інтегрування. тоді інтегруємо {\displaystyle v'(t)} для віднайдення повного розв'язку початкового неоднорідного рівняння другого порядку, з двома сталими інтегрування як і повинно бути:
{\displaystyle y_{2}(t)=v(t)y_{1}(t)\,}.